# Montigny-les-Jongleurs

Montigny-les-Jongleurs este o comună în departamentul Somme, Franța. În 1 ianuarie 2022 avea o populație de 101 de locuitori.